# Valeria Golino
Valeria Golino, född 22 oktober 1965 i Neapel, är en grekisk-italiensk skådespelare känd bland annat från filmerna Rain Man och Hot Shots! Höjdarna!.

## Filmografi, i urval
- 1986 – Kärlekens pris
- 1988 – Rain Man
- 1991 – Hot Shots! Höjdarna!
- 1991 – The Indian Runner
- 1993 – Hot Shots! 2
- 1994 – Min odödliga kärlek
- 1995 – Farväl Las Vegas
- 1996 – Flykten från L.A.
- 2000 – Things You Can Tell Just by Looking at Her
- 2002 – Frida
- 2007 – Flickan vid sjön
- 2013 – Girighetens pris
- 2018 – Euforia (endast regi och manus)
- 2024 – Maria
- 2024 – The Beautiful Game